# Luis Maidana
Luis María Maidana Silveira (Piriápolis, Maldonado, 22 de febrero de 1934) es un exfutbolista uruguayo. Jugaba de golero en Peñarol y fue partícipe del primer Quinquenio del club.

## Selección nacional
Ha sido internacional con la Selección de Uruguay en varias ocasiones.

## Clubes
| Club          | País    | Año       |
| ------------- | ------- | --------- |
| C. A. Peñarol | Uruguay | 1950-1965 |

## Palmarés

### Campeonatos nacionales
| Título                      | Club          | País    | Año  |
| --------------------------- | ------------- | ------- | ---- |
| Primera División de Uruguay | C. A. Peñarol | Uruguay | 1958 |
| Primera División de Uruguay | C. A. Peñarol | Uruguay | 1959 |
| Primera División de Uruguay | C. A. Peñarol | Uruguay | 1960 |
| Primera División de Uruguay | C. A. Peñarol | Uruguay | 1961 |
| Primera División de Uruguay | C. A. Peñarol | Uruguay | 1962 |
| Primera División de Uruguay | C. A. Peñarol | Uruguay | 1964 |
| Primera División de Uruguay | C. A. Peñarol | Uruguay | 1965 |

### Campeonatos internacionales
| Título                | Club          | Sede       | Año  |
| --------------------- | ------------- | ---------- | ---- |
| Copa Libertadores     | C. A. Peñarol | Asunción   | 1960 |
| Copa Libertadores     | C. A. Peñarol | São Paulo  | 1961 |
| Copa Intercontinental | C. A. Peñarol | Montevideo | 1961 |